# Miss Roraima 2014
Miss Roraima 2014 foi a 45ª edição do tradicional concurso de beleza feminino de Miss Roraima. Esta edição elegeu a melhor roraimense para a disputa de Miss Brasil 2014, válido para o Miss Universo. Não foi propriamente um concurso e sim uma seletiva, participaram da seleção no Hotel Barrudada, localizado na capital, cerca de onze (11) candidatas. Evando Hazzy, na época diretor de planejamento do certame Miss Brasil, ajudou a selecionar a representante do Estado sob a coordenação da empresária Jô Rodrigues. A detentora do título no ano anterior, Bianca Matte, não esteve presente para passar a faixa e a coroa para a paranaense radicada em Boa Vista, Marina Gabriele Pasqualotto.

## Resultados

### Colocações
| Posição    | Município e Candidata                                                              |
| Vencedora  | - Boa Vista - Marina Pasqualotto                                                   |
| 2º. Lugar  | - Boa Vista - Cecilia Figueira                                                     |
| 3º. Lugar  | - Boa Vista - Bruna Magalhães                                                      |
| Finalistas | - Boa Vista - Ane Stocker - Boa Vista - Fernanda Lendey - Boa Vista - Joana Dresch |

## Candidatas
Disputaram o título este ano:
| - Boa Vista - Ane Stocker - Boa Vista - Bruna Magalhães - Boa Vista - Cecília Figueira - Boa Vista - Paula Fernandes | - Boa Vista - Fernanda Lendey - Boa Vista - Joana Dresch - Boa Vista - Karol Oliveira - Boa Vista - Lívia Dalmolin | - Boa Vista - Marina Pasqualotto - Boa Vista - Mayara Cardoso - Boa Vista - Parlla Duarte |

## Jurados

### Técnicos
Selecionaram a melhor candidata roraimense:
1. Evandro Hazzy, diretor técnico do Miss Brasil;
2. Gabriela Fagliari, diretora de projetos da Enter. 1

1 Por meio de vídeo-conferência.